# 项星耀
项星耀（1924年—1997年10月28日），中国翻译家，译有《往事与随想》、《米德尔马契》、《一个女人的画像》等多部世界名著。

## 生平
项星耀生于江苏苏州。1935年曾在《明报》上发表《儿童节的梦》。解放前曾任新闻记者，1945年参加新四军。1949年后，先在苏州文联工作，后至上海师范学院、华东师范大学任教。1950年代末，因为芳华越剧团“支援前线”，项星耀随在越剧团工作的妻子调到了福建，在福建师范大学校任讲师。文革中被下放乡村，继续对《往事与随想》的翻译。他对朋友宋志坚说: 在当时的政治气候下，要出版《往事与随想》的译著是不可能的...在中国，总有一天会出版《往事与随想》的译著，因为中国文化界不会一直这样沉寂下去，中国翻译界不会永远留下这样的空白，中国不会永远没有《往事与随想》的全译本。
1977年当时已经调回福建师范大学翻译联合国文字资料的项星耀，得知巴金正在翻译《往事与随想》。他将自己一字一句翻译出来誊写得工工整整的前四卷译稿寄给了巴金以作参考。1978年9月17日，巴金在他翻译的《往事与随想》第一册(包括一、二两卷)“后记”中说到几位新老朋友对他的无私帮助，其中第一位就是项星耀。巴金也希望项星耀的译本能得以问世。他亲自联系了一家出版社，希望项星耀把译稿寄去，但项星耀推辞了。1986年得知巴金的身体和精力都已经不允许他完成这项巨大的工程，但希望在有生之年能看到这部书的全译本时，项星耀才与人民文学出版社订下了翻译出版《往事与随想》的合同。
项星耀的《往事与随想》译本，原定书名是《往事与沉思》。人民文学出版社建议项星耀采用《往事与随想》这一书名。但这个书名是巴金首先采用的。为此，1992年3月项星耀写信向巴金征求意见。巴金回信说:“全译本仍用《往事与随想》译名，我当然同意（‘随想’二字还是采用了一位读者的建议），而且我应当感谢你替我偿还了一笔拖欠了几十年的大债……”1993年5月，《往事与随想》的项星耀译本由人民文学出版社正式出版。

## 译作
- 戈尔巴托夫《平凡的北极带》
- 《谢德林寓言选集》
- 《基督教简史》
- 司各特《英雄艾文荷》、《昆丁·达沃德》
- 亨利·詹姆斯《一位女士的画像》
- 赫尔岑《往事与随想》
- 乔治·艾略特《米德尔马契》
- 简·奥斯丁《曼斯菲尔德庄园》
- 萨克雷 《潘登尼斯》
- 乔治·梅瑞狄斯《利己主义者》
- 狄更斯《德鲁德疑案》《中短篇小说选》